# Uvelszkiji járás

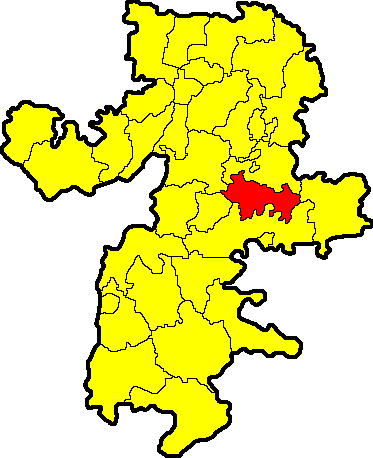
Az Uvelszkiji járás a Cseljabinszki területen

Az Uvelszkiji járás (oroszul Увельский район) Oroszország egyik járása a Cseljabinszki területen. Székhelye Uvelszkij.

## Népesség
- 1989-ben 29 513 lakosa volt.
- 2002-ben 32 188 lakosa volt, melyből 29 060 orosz, 888 ukrán, 502 tatár, 292 fehérorosz, 280 kazah, 231 baskír, 206 német, 185 mordvin, 181 örmény stb.
- 2010-ben 31 867 lakosa volt, melyből 28 940 orosz, 602 ukrán, 477 tatár, 242 kazah, 229 baskír, 199 fehérorosz, 179 örmény, 164 német, 109 mordvin stb.